# Bosia, Iași
Bosia este satul de reședință al comunei Ungheni din județul Iași, Moldova, România.

## Geografie
Se află în sud-estul Câmpiei Moldovei sau Jijiei (subunitate a Podișului Moldovei). Bosia se află la 7 km sud-est de comuna Golăiești, circa 10 km nord de comuna Țuțora și la 15 km est de municipiul Iași.
Localitatea este străbătută de Jijia Veche.

## Istoric
Terenul satului Mânzăteștii Vechi (astăzi Bosia) era proprietatea Mânăstirii Sfântul Sava din Iași, iar primii locuitori ai acestui sat au fost pescari. În urma unor inundații mari, probabil, satul a fost părăsit și locuitorii s-au așezat pe dealul Mânzăteștilor, constituind satul Mânzăteștii de pe deal. Unindu-se cu Mânzăteștii de sub deal au format apoi actualul sat Mânzătești.
Numele satului Bosia se găsește în registrul de stare civilă pe la 1850, când se pomenește de un locuitor din Bosia, probabil de la numele unei familii (Bosie) cu o oarecare influență în regiune.
În Dicționarul geografic al României din 1898, alcătuit de George Ivan, se spune că: Bosia este o comună rurală în mijlocul plăsii Braniște a județul Iași, situată pe șesul Prutului, al Jijiei și pe coastele dealului Mânzătești. E formată din satele Bosia, Marhonda, Mânzătești, Berești și Ungheni pe o suprafață de 1964 ha. Are o populație de 264 de familii sau 1376 de locuitori, români care se ocupă cu agricultura și creșterea vitelor, iar în timpul iernii fac rogojini și cociuge. Mare parte din teritoriul acestei comune este mlăștinos din cauza inundărilor Prutului și Jijiei. Are trei biserici, doi preoți, doi cântăreți, o școală și o moară cu aburi.
Dintr-o situație statistică din anul 1907 reiese, că satul Bosia era reședință cu 743 locuitori, un local de primărie, un local de școală, o biserică, o bancă populară, un cămin cultural, un post telefonic, un post de jandarmerie cu local închiriat. Astăzi, centru administrativ al comunei Ungheni, satul Bosia are peste 1.900 de locuitori, 725 de gospodării și 540 de locuințe. Aici funcționează o școala gimnazială, o grădiniță, o biserică, un dispensar de medicină umană și un dispensar de medicină veterinară.

## Transport
- DJ249A

## Monumente istorice
- Biserica "Sfântul Nicolae", sfințită în anul 1858. Actuala biserică a fost construită între anii 1912-1923.